# Sportverein Mattersburg 2010-2011
Questa pagina raccoglie i dati riguardanti lo Sportverein Mattersburg nelle competizioni ufficiali della stagione 2010-2011.

## Stagione
La stagione vede la squadra del Burgenland concludere il campionato in nona posizione, con un margine di 12 punti sull'ultima classificata, il LASK Linz, che retrocede in Erste Liga.
In coppa d'Austria i bianco-verdi avanzano sino ai quarti di finale, dove vengono eliminati per mano del Rapid Vienna (2-0). In precedenza erano stati eliminati Stegersbach (5-1), Dornbirn (2-1) e Blau-Weiß Linz (1-0) giocando sempre in trasferta.
Il capocannoniere stagionale fu Patrick Bürger, autore di 14 reti in campionato e una in coppa, appena rientrato dopo due stagioni giocate con l'Hartberg.

## Rosa
Aggiornata al 6 settembre 2010.
| N. |                                 | Ruolo | Calciatore          |
| -- | ------------------------------- | ----- | ------------------- |
| 1  | Austria (bandiera)              | P     | Thomas Borenitsch   |
| 21 | Austria (bandiera)              | P     | Stefan Bliem        |
| 30 | Austria (bandiera)              | P     | David Schartner     |
| 2  | Austria (bandiera)              | D     | Alexander Pöllhuber |
| 6  | Austria (bandiera)              | D     | Anton Pauschenwein  |
| 8  | Austria (bandiera)              | D     | Alois Höller        |
| 26 | Austria (bandiera)              | D     | Peter Chrappan      |
| 18 | Austria (bandiera)              | D     | Lukas Rath          |
| 3  | Macedonia del Nord (bandiera)   | D     | Goce Sedloski       |
| 4  | Bosnia ed Erzegovina (bandiera) | D     | Nedeljko Malić      |
| 5  | Austria (bandiera)              | C     | Michael Mörz        |
| 7  | Austria (bandiera)              | C     | Dominik Doleschal   |

| N. |                               | Ruolo | Calciatore        |
| -- | ----------------------------- | ----- | ----------------- |
| 12 | Austria (bandiera)            | C     | Manuel Seidl      |
| 13 | Austria (bandiera)            | C     | Stefan Ilsanker   |
| 15 | Austria (bandiera)            | C     | Christian Gartner |
| 16 | Austria (bandiera)            | C     | Marvin Potzmann   |
| 17 | Austria (bandiera)            | C     | Patrick Farkas    |
| 19 | Austria (bandiera)            | C     | Markus Schmidt    |
| 20 | Austria (bandiera)            | C     | Thomas Salamon    |
| 28 | Austria (bandiera)            | C     | Ronald Spuller    |
| 11 | Austria (bandiera)            | A     | Matthias Lindner  |
| 33 | Austria (bandiera)            | A     | Patrick Bürger    |
| 24 | Macedonia del Nord (bandiera) | A     | Ilčo Naumoski     |
| 29 | Ungheria (bandiera)           | A     | Róbert Waltner    |

### Staff tecnico
| Allenatore:            | Franz Lederer                  |
| Allenatore in seconda: | Heinz Griesmayer Ivan Smudla   |
| Allenatore portieri:   | Leo Martinschitz               |
| Massaggiatore:         | Gerald Popovits Michael Kapler |